# Sankt Görans katedral, Lviv
Sankt Görans katedral (ukrainska: Собор святого Юра; translitteration: Sobor svjatoho Jura) är en ukrainsk grekisk-katolsk katedral belägen i staden Lviv i Lviv oblast, i västra Ukraina.
Kyrkan är helgad åt den romerska martyren, soldaten och helgonet Sankt Göran. Den tillhör Lvivs ärkestift.

## Historik
Sankt Görans katedral började byggas år 1744, då den första stenen till grunden lades. Den stod klar någon gång mellan 1760 och 1761, då den ersatte en tidigare kyrka. Katedralen ritades av arkitekt Bernard Meretyn från staden Lugano, Schweiz.
Klocktornet byggdes 1828.
Mellan 1946 och den 19 augusti 1990 tillhörde katedralen Moskvapatriarkatet (Rysk-ortodoxa kyrkan). Efter att Ukraina blev självständigt från Sovjetunionen lämnades den tillbaka till UGKK.

### Restaureringar
- 1850- 1866 genomfördes restaureringar inne i katedralen.[1]
- 1996-1998 genomfördes en storskalig restaurering av interiören igen.[1]
- 2001-2008 genomfördes restaureringar av exteriören.[1]

## Katedralen

### Exteriör
- Katedralen är byggd i barock-rokokostil.[4]

- Katedralens klocktorn har den äldsta ukrainska kyrkklockan, som göts 1341.[6]

### Interiör
- Katedralens interiör målades 1876.[1]
- Under altaret finns en krypta, där framstående personer inom den Ukrainska grekisk-katolska kyrkan ligger begravda.[2]

## Bilder

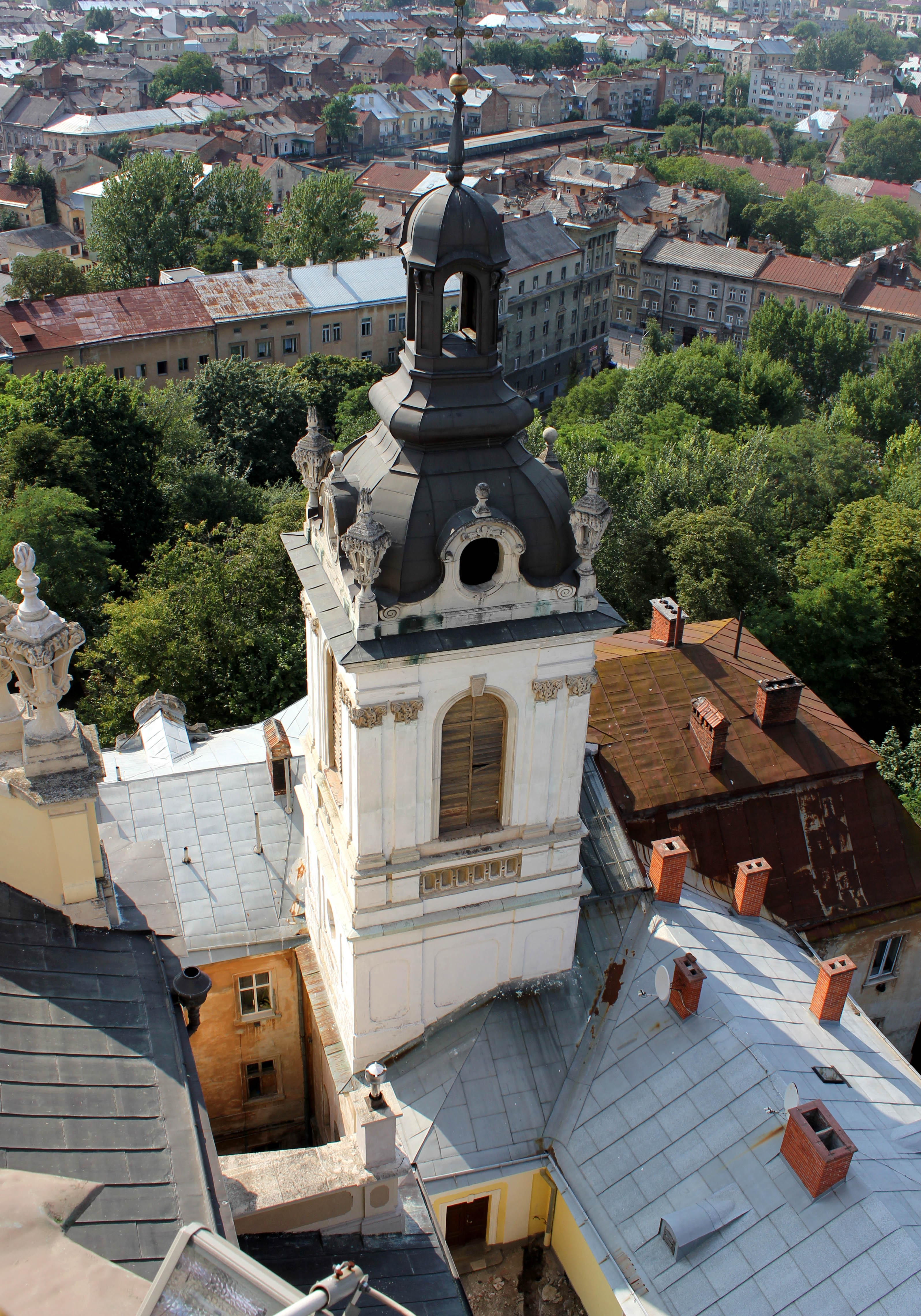
Klocktornet.
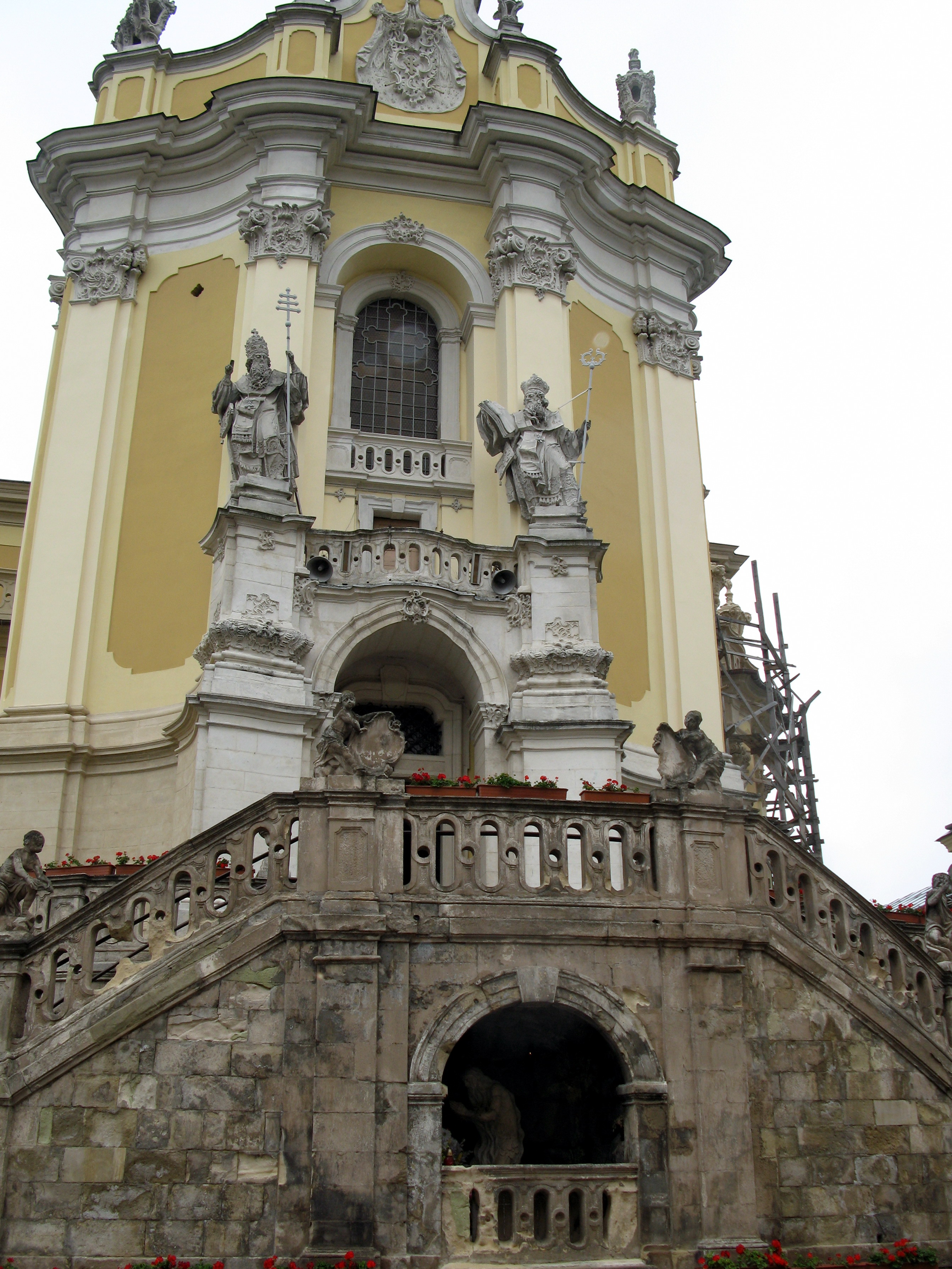
Entrén.
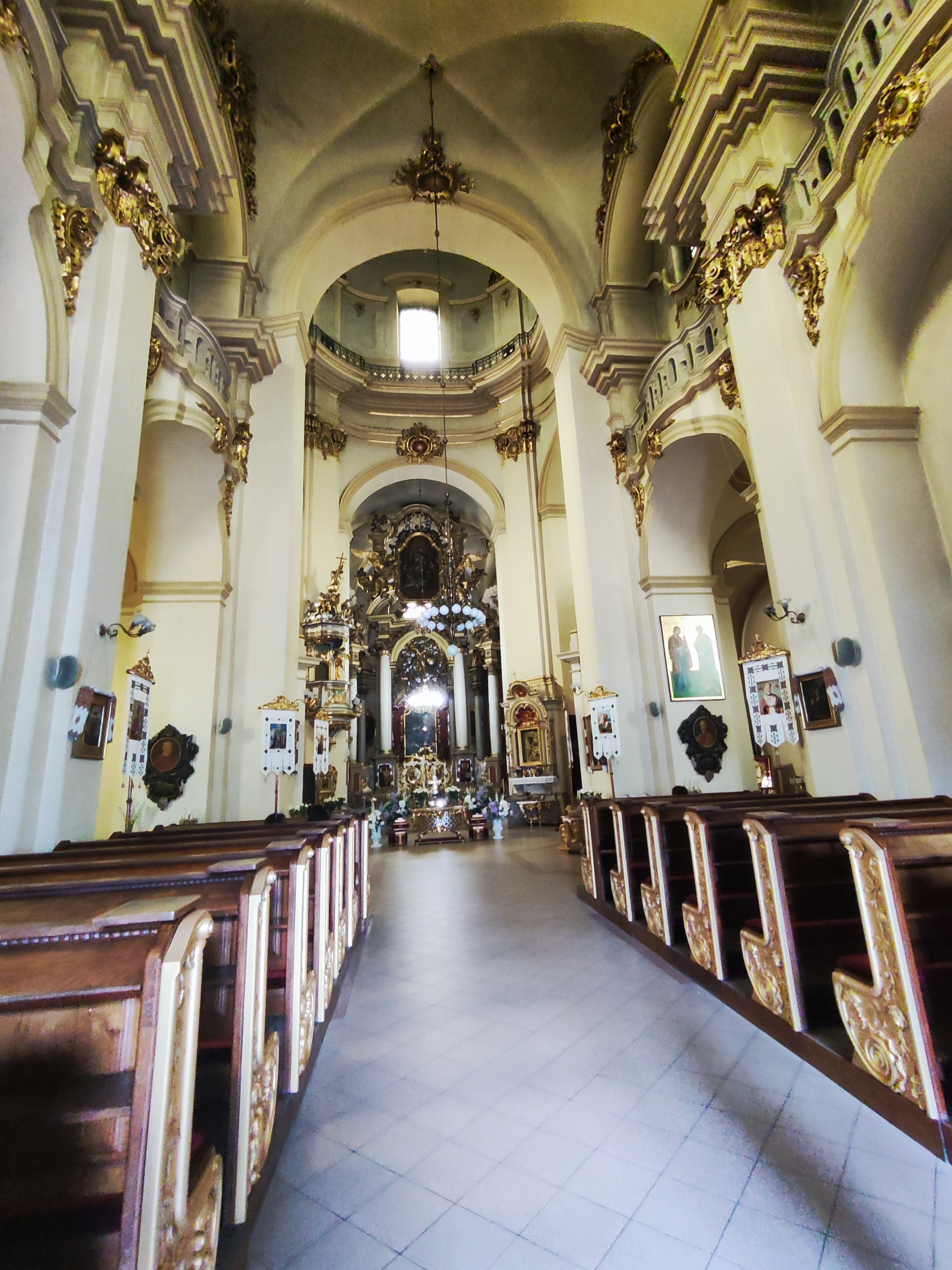
Katedralens interiör.
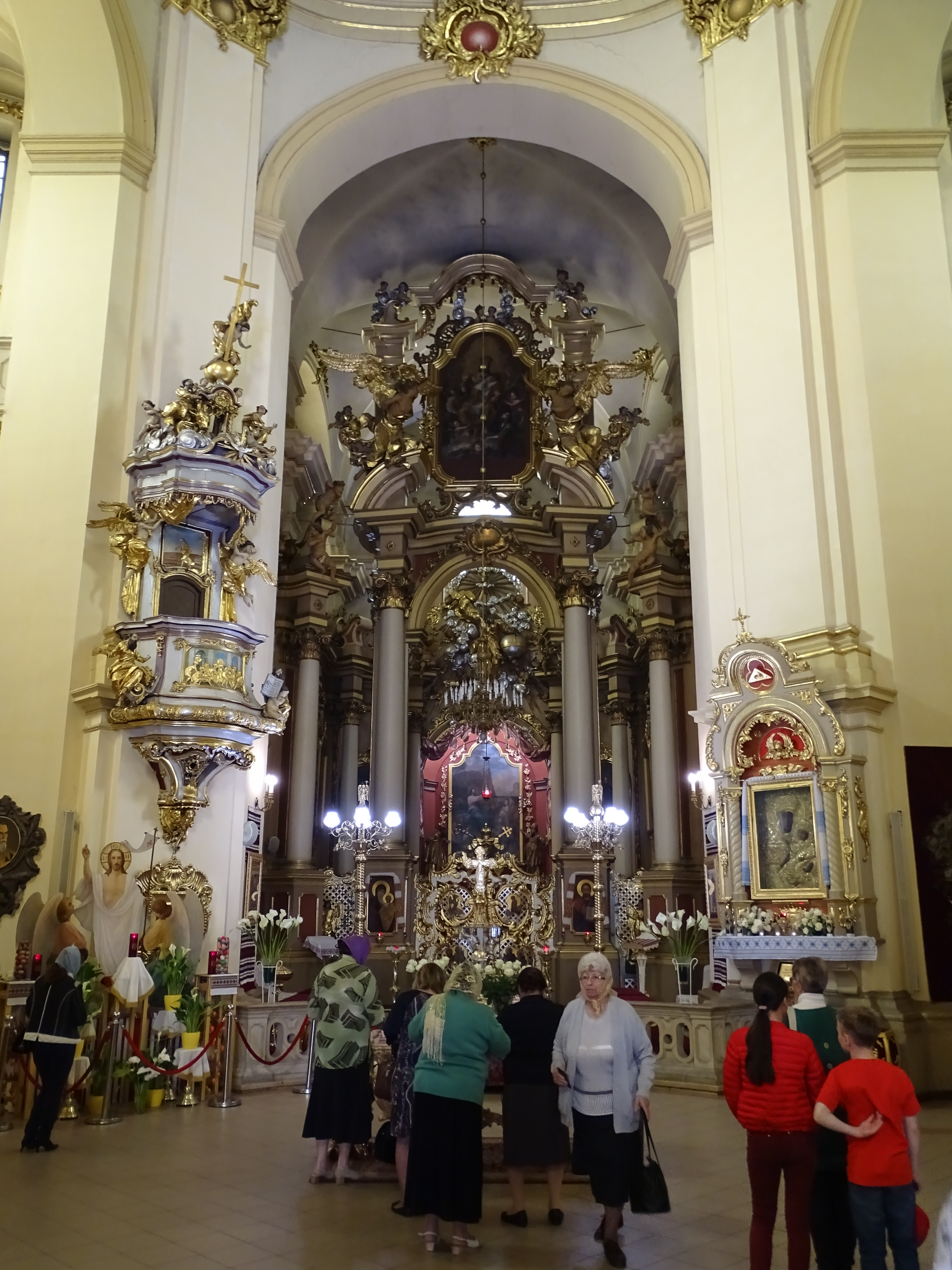
Interiören.
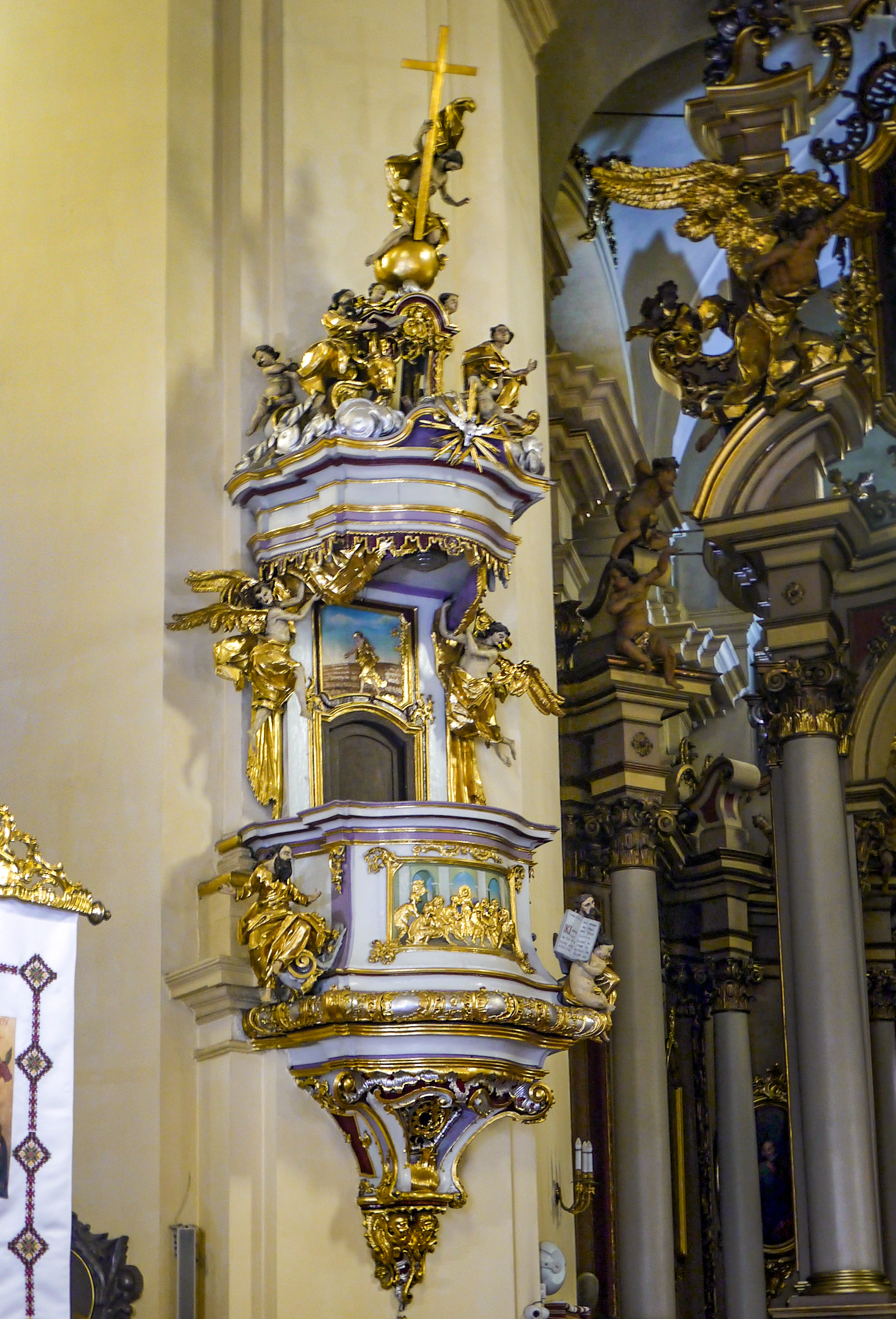
Predikstolen.
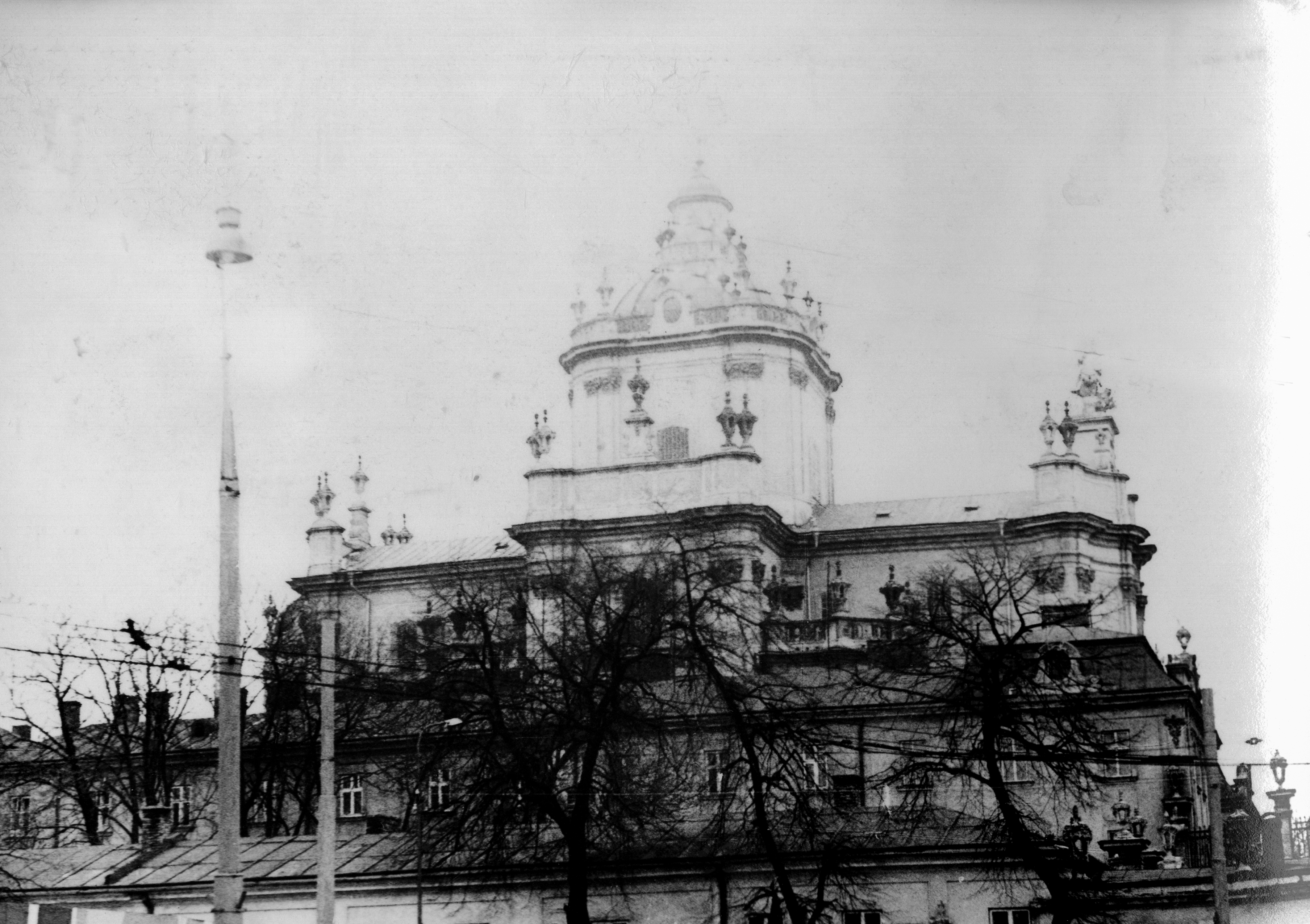
Sankt Görans katedral i oktober 1976.